# Elvar Ólafsson
Elvar Ólafsson (* 1. Juni 1997) ist ein ehemaliger isländischer Eishockeyspieler, der zuletzt bis 2020 bei Ungmennafélagið Fjölnir in der isländischen Eishockeyliga spielte.

## Karriere
Elvar Ólafsson begann seine Karriere bei Ísknattleiksfélagið Björninn, für dessen zweite Mannschaft, Hunar, er bereits als 15-Jähriger in der isländischen Eishockeyliga debütierte. Von 2014 bis 2017 spielte er dann in der ersten Mannschaft des Klubs. Nach einem Jahr in Kanada, wo er bei den Kingsville Kings in der Greater Metro Hockey League und einmal auch für die North Shore Kings in der Federal Hockey League spielte, kehrte er nach Skandinavien zurück und spielt nunmehr beim Nittorps IK in der fünftklassigen Hockeytrean. Nach dem Aufstieg in die Hockeytvåan 2019 kehrte er nach Island zurück, wo er noch ein Jahr bei Ungmennafélagið Fjölnir spielte, ehe er 2020 seine Karriere im Alter von erst 23 Jahren beendete.

### International
Im Juniorenbereich nahm Elvar Ólafsson mit Island an den U18-Weltmeisterschaften 2013 und 2014 in der Division II und 2015, als er als bester Stürmer des Turniers auch zum besten Spieler seiner Mannschaft gewählt wurde und maßgeblich zum sofortigen Wiederaufstieg in die Division II beitrug, in der Division III sowie den U20-Weltmeisterschaften 2015 in der Division II und 2015 und 2016 in der Division III teil.
Für die isländische Herren-Nationalmannschaft spielte Elvar Ólafsson erstmals bei der Weltmeisterschaft 2017 in der Division II. Auch 2018 spielte er in der Division II.

## Erfolge und Auszeichnungen
- 2015 Aufstieg in die Division II, Gruppe B, bei der U18-Weltmeisterschaft der Division III, Gruppe A
- 2015 Bester Stürmer bei der U18-Weltmeisterschaft der Division III, Gruppe A
- 2019 Aufstieg in die Hockeytvåan mit dem Nittorps IK